# Chiesa di Santa Maria del Carmine e San Giuseppe al Casaletto
La chiesa di Santa Maria del Carmine e San Giuseppe al Casaletto è una chiesa di Roma, nel quartiere Gianicolense, in via del Casaletto. In realtà, sono ben tre le chiese del quartiere dedicate a Santa Maria del Carmine e San Giuseppe.
La primitiva chiesa fu edificata intorno al 1772 dal sacerdote Giuseppe Aluffi, ed eretta a parrocchia da Pio VI con il breve Divina virtutum dell'11 maggio 1781. Essa fu denominata “la parrocchietta” per le sue dimensioni, ma non certo per la vastità del territorio, che si estendeva su una superficie dal diametro di 32 chilometri. Per l'aumento della popolazione il piccolo edificio sacro non bastava più. Così, nel 1853, nelle sue vicinanze, fu edificata una seconda chiesa, mentre la primitiva (che per un certo periodo fu anche sconsacrata) continuava a servire da seconda chiesa parrocchiale, finché nel 1933, con la costruzione della terza chiesa, essa fu ceduta ai camilliani e da allora dedicata a san Camillo.
La seconda chiesa venne dunque edificata, su progetto di Nicola Carnevari, nel 1853, a poche decine di metri dalla precedente, con le spese sostenute dallo stesso papa Pio IX, e fu consacrata il 26 maggio 1854. Nel 1857 in un terreno di proprietà della parrocchia venne eretto un cimitero, l'unico a Roma di proprietà di una chiesa, ove furono trasferite tutte le ossa che si trovavano nella prima chiesa parrocchiale. Tra il XIX ed il XX secolo la chiesa fu ingrandita con l'aggiunta di una navata sinistra e di una cappella dedicata alla Madonna della Salute.
Nel luglio 1933, ai padri silvestrini, che avevano retto la parrocchia nei decenni precedenti, subentrarono i cappuccini bolognesi-romagnoli, i quali lasciarono la parrocchia nel 1994. Tali religiosi iniziarono subito i lavori per la costruzione di una nuova e più grande chiesa, capace di ospitare un migliaio di persone, e di un convento per la loro comunità. I lavori furono affidati agli architetti Tullio Rossi e Francesco Fornari e terminarono nel 1934 con la consacrazione e l'apertura al pubblico della nuova chiesa. Il precedente edificio sacro è ancora utilizzato dalla parrocchia attuale come teatro con il nome di "sala Santa Chiara".

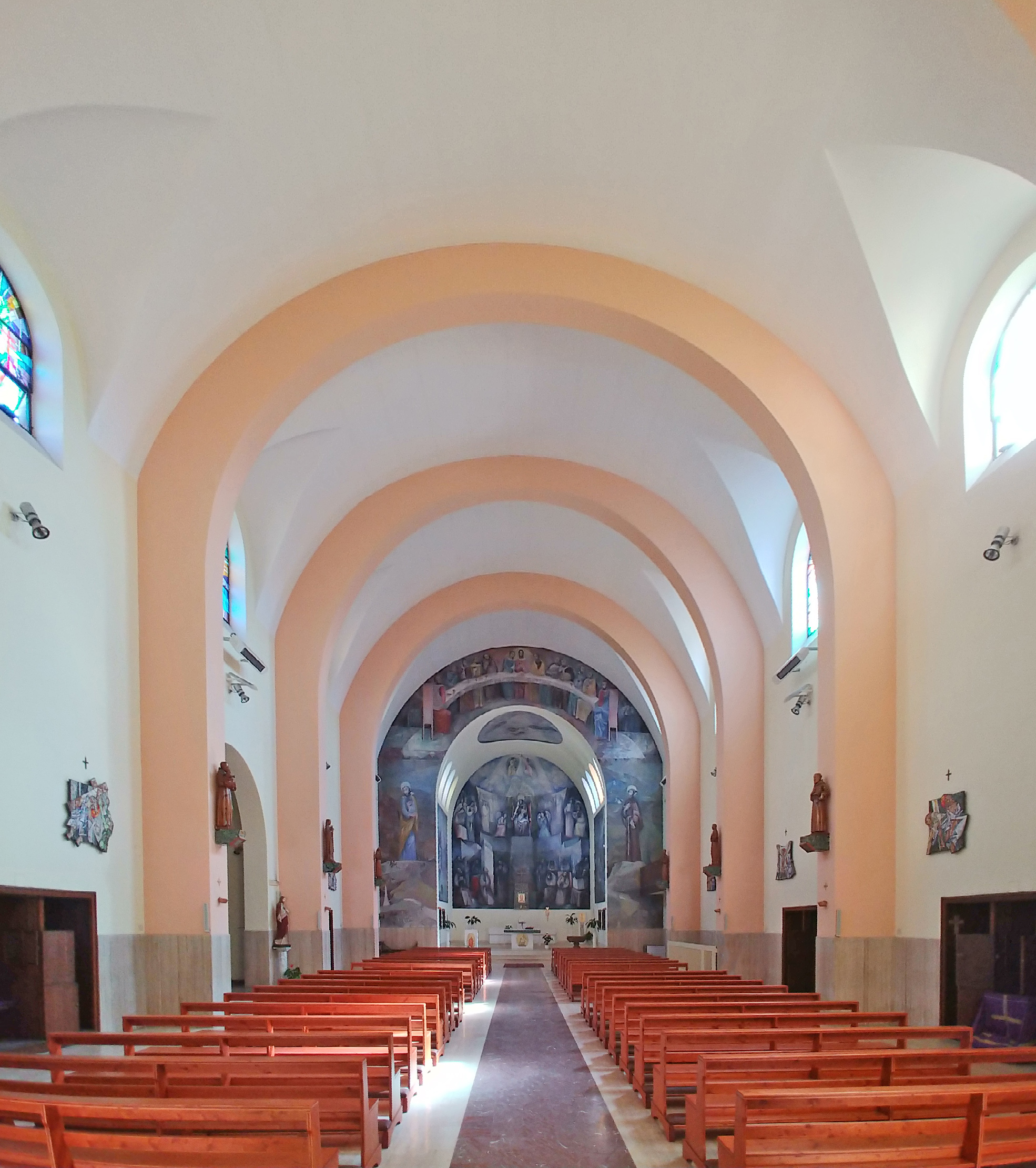
L'interno

La nuova chiesa è affiancata dal battistero a sinistra e dal convento a destra. Essa è costituita da un'unica navata, con tre cappelle sul lato sinistro; la navata è suddivisa da archi, che sorreggono la copertura, in corrispondenza dei quali vi sono statue lignee che ritraggono santi dell'ordine francescano. In un altare laterale vi è l'immagine della Madonna della Salute, che in precedenza si trovava nella seconda chiesa. Nell'ultima cappella di sinistra si trova l'organo a canne Tamburini opus 681, del 1974, con 15 registri su due manuali e pedale e trasmissione mista. Nell'adiacente battistero vi è il fonte battesimale, dono di Pio IX, il cui stemma è incastonato nella vasca di marmo rosso, sorretta da una colonna di marmo cipollino.